# Adorazione dei Magi (Gentile da Fabriano)
L'Adorazione dei Magi  è un dipinto a tempera su tavola (173x228 cm con cornice 303x282) di Gentile da Fabriano, datato 1423 e conservato alla Galleria degli Uffizi di Firenze. L'opera è stata firmata sopra la predella: "OPVS GENTILIS DE FABRIANO". Capolavoro dell'artista e del Gotico in Italia in generale, conserva l'elaborata cornice scolpita in legno dorato, in larga parte originale.  

## Storia
Nel catasto fiorentino del 1427, il primo della storia, Palla Strozzi risultava essere il cittadino più facoltoso della città. La pala d'altare di Gentile venne da lui commissionata non appena quest'ultimo giunse a Firenze (ospitato nelle stesse case degli Strozzi), nel 1420 ed era destinata alla nuova cappella nella basilica di Santa Trinita che Lorenzo Ghiberti stava terminando in quegli anni. Terminato tre anni più tardi, con l'aiuto dei pittori venuti al suo seguito quali Arcangelo di Cola da Camerino, Giovanni da Imola e Michele d'Ungheria, il dipinto era una felice espressione dello stile gotico  internazionale allora dominante, pur essendo già noti gli esperimenti "rinascimentali" di Masaccio e Brunelleschi. Si conosce il documento del saldo del pagamento, che era di per sé un notevole esborso, 150 fiorini d'oro. Molto si è discusso sulla scelta di Palla Strozzi, uomo colto, raffinato umanista e amante della cultura greca, di un'opera in stile internazionale piuttosto che un lavoro più all'avanguardia, nello stile rinascimentale. In realtà si deve tener conto della coesistenza di più di un tipo di gusto nella Firenze dell'epoca, dove il passaggio da uno stile all'altro non fu immediato.
Nel 1806, durante le soppressioni napoleoniche, la tavola venne spostata in un deposito, per venire poi trasferita nel 1810 alla Galleria dell'Accademia, per l'istruzione dei giovani allievi. Nel 1812, durante le spoliazioni napoleoniche del Granducato di Toscana, venne privato dello scomparto della predella con la Presentazione al tempio, che da allora si trova al Museo del Louvre. Nel 1919 la pala approdò alla galleria fiorentina con una copia della predella al posto dell'originale.

## Descrizione

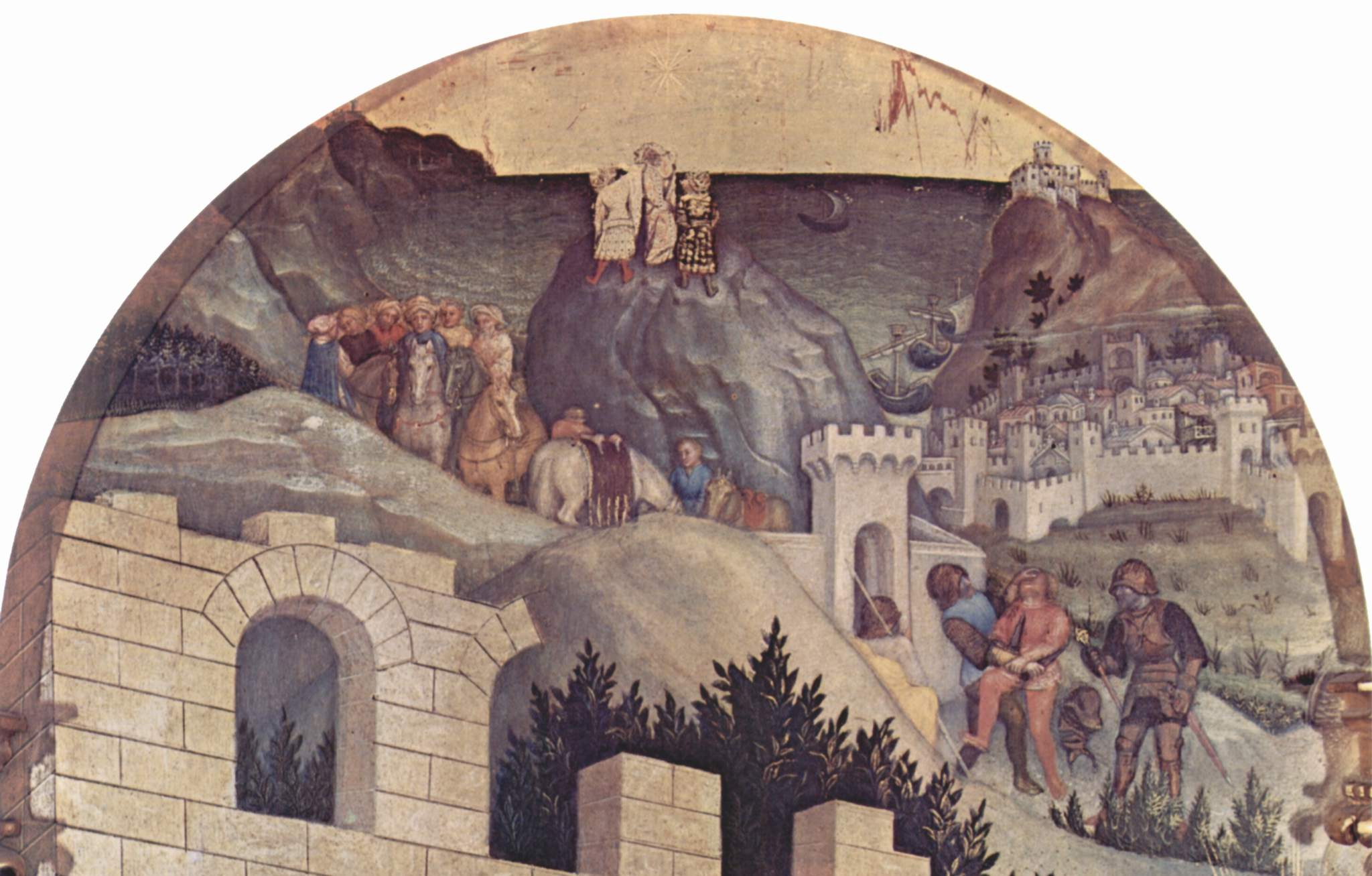
Avvistamento della stella e partenza dei Magi

Il tema dell'adorazione dei Magi ben si prestava per una messa in scena sfarzosa e opulenta, che celebrasse la ricchezza del committente e la bravura dell'artista. Gentile si trovò a perfetto agio con la commissione, potendosi dedicare ad accostare più episodi minuti, sui quali lo spettatore è invitato a soffermarsi singolarmente, secondo il modello letterario offerto dalle ekphrasis bizantine, le descrizioni/interpretazioni di opere d'arte circolanti a Firenze almeno dal 1415. Il committente aveva infatti una vera e propria "passione bizantina", che manifestava acquistando codici antichi e studiando il greco con Emanuele Crisolora da Costantinopoli.
Il corteo dei Magi si dispiega su tutta la parte centrale del dipinto, sfruttando la forma tripartita nella parte alta per dare origine a più focolai d'azione, arricchiti da una miriade di dettagli naturalistici e di costume, che creano un effetto vibrante dove l'occhio dello spettatore si sposta da un particolare all'altro.
Vi è una grande profusione di applicazioni in oro e argento, nelle vesti, nei finimenti dei cavalli, dei cani da caccia, nelle corone, nelle spade e nei doni. I metalli, applicati in foglie sottilissime, venivano poi incisi a mano libera, punzonati o coperti da leggere velature, che creano un effetto di luce diffusa. Altre volte sono ottenuti effetti a rilievo tramite l'applicazione di "pastiglia" (gesso e colla) rivestita d'oro e di pigmenti.
Lo spazio prescinde da qualsiasi regola prospettica, nonostante la profondità della scena, con i personaggi che si sovrappongono in maniera caotica e festosa, creano un insieme irreale e fiabesco.
Grandissima abilità di Gentile è inoltre quella di riuscire a rendere l'idea della componente materica delle stoffe, la morbidezza degli incarnati, la freschezza della vegetazione.

### Le lunette

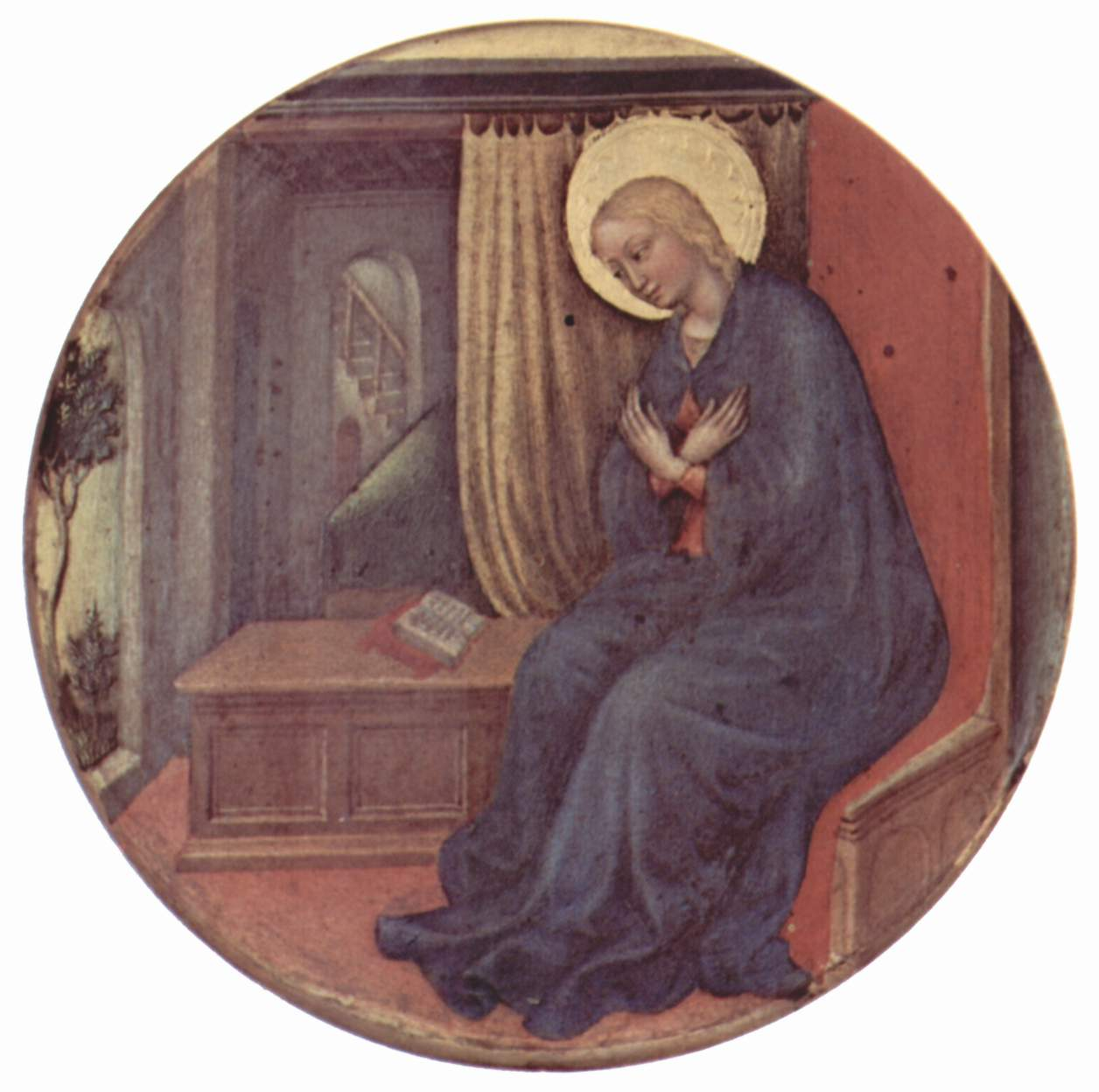
La Vergine Annunciata

La pala non rappresenta un'unica scena ma racconta tutto il cammino dei tre saggi orientali che seguirono la stella cometa per giungere al cospetto di Gesù bambino. La narrazione ha inizio nelle tre lunette, da sinistra, dove si vedono i tre Magi, vestiti d'oro, che vedono la stella cometa dall'alto del monte Vettore, raffigurato come una rupe a picco sul mare; subito il corteo si mette in moto ed arriva, nella lunetta centrale, nei pressi della città di Gerusalemme, dipinta in un paesaggio incantato di campi coltivati e boschetti fioriti; infine si vede l'entrata nella città.
Completamente inedito per Firenze doveva risultare il tono del corteo, che assomiglia più a gruppi di eleganti aristocratici a una battuta di caccia che a una scena religiosa.

### Il corteo centrale
Il corteo riappare quindi da destra ed occupa tutta la metà inferiore del dipinto. A sinistra si trova il punto di arrivo della grotta della Natività dove si è posata la cometa luminosa e dove si trovano il bue e l'asinello davanti alla mangiatoia. Davanti al riparo di una capanna diroccata si trovano san Giuseppe, la Madonna assisa col Bambino e due servitrici. Davanti al Bambino si stanno inginocchiando i tre Magi: il primo, quello anziano, ha già deposto la corona ai piedi della Sacra Famiglia ed è prostrato a ricevere la benedizione del Bambino; il suo dono è già tra le mani delle servitrici; il secondo, di età matura, si sta per accovacciare e con la mano destra sta sfilandosi la corona, mentre con la sinistra tiene il calice dorato del suo dono; il terzo è appena sceso da cavallo, un servitore gli sta infatti ancora smontando gli speroni, ma con lo sguardo guarda già il bambino e tiene in mano un'ampolla d'oro da donare. I tre Magi, sono rappresentati nelle tre età dell'uomo: giovinezza, maturità e vecchiaia. I loro vestiti sono di incredibile sfarzo, con broccati d'oro finemente arabescati, copricapi sfavillanti e cinture con borchie preziose, ottenute a rilievo tramite punzonature e applicazioni.
Dietro di loro, in posizione centrale, si trovano due personaggi, due ritratti ben riconoscibili: l'uomo col falcone in mano, dal vestito più ricco dopo quello dei Magi (un damasco con disegni vegetali, ma privo di dorature) è il committente Palla Strozzi, mentre quello accanto a lui, che guarda verso lo spettatore, è probabilmente il suo figlio primogenito Lorenzo, anche se Giorgio Vasari indicava al suo posto un autoritratto di Gentile, improbabile in una posizione così preminente; inoltre, l'indicazione agli artisti di evidenziare i propri ritratti dipingendosi con lo sguardo rivolto allo spettatore è leggermente più tarda, contenuta nelle opere di Leon Battista Alberti.
Numerosi sono gli animali che animano la scena, a partire dal gruppo di cavalli che, spaventati da un leopardo, creano un movimento di linee centrifughe. In basso si trova un levriero, ritratto con precisione naturalistica, che si stira tra le zampe di un cavallo, con un magnifico collare dorato ottenuto a rilievo. Più indietro si trovano un altro leopardo, un dromedario, due scimmiette, un falcone in volo e altri uccelli, che creano un vivace campionario esotico.
Tra i personaggi del corteo spiccano numerosi servitori, tra i quali uno in primo piano che regge la spada di uno dei re ed ha una banda a tracolla che ricorda, in lettere dorate a rilievo, i caratteri cufici.

### Cuspidi
La pala è incorniciata da una ricca struttura lignea dorata che mescola il gotico senese al rinascimento fiorentino.
Le tre cuspidi sono decorate da un tondo, al centro, e da due profeti sdraiati ai lati, mentre in alto si trovano dei più semplici cherubini.
Nella cuspide di sinistra si trovano:
- Angelo annunciante (nel tondo)
- Ezechiele
- Michea

Nella cuspide centrale
- Il Salvatore benedicente (nel tondo)
- Mosè
- Re Davide

Nella cuspide destra
- Maria annunciata (nel tondo)
- Baruch
- Isaia

Sulle piccole monofore dei lati della cornice, Gentile rappresentò una serie di bouquet floreali, rappresentati con freschezza di osservazione, uno diverso dall'altro. Vi si riconoscono: crochi, giaggioli, gigli, convolvoli e borragini.

### Predella

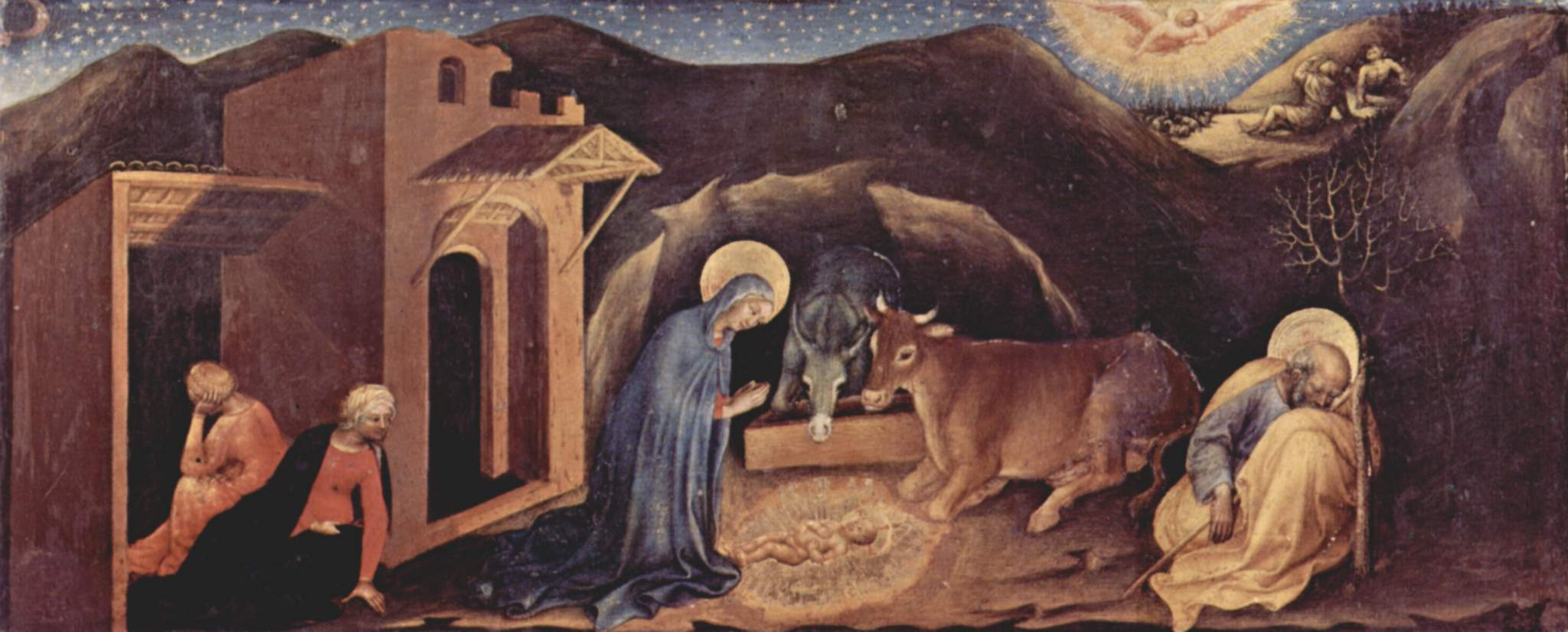
Natività

Fuga in Egitto

La predella è composta da tre scomparti rettangolari, che mostrano (da sinistra) la Natività, la Fuga in Egitto e la copia della Presentazione di Gesù al Tempio che fu dipinta da Gaspare Diomede della Bruna nel 1903 (l'originale è di proprietà del Museo del Louvre dal XIX secolo).
La Natività è ambientata di notte, nella stessa ambientazione della pala centrale: a sinistra si scorge infatti lo stesso edificio rosato, dove le due ancelle di Maria riposano sotto un arco: una dorme con la testa girata verso il fondo, l'altra è sveglia e sbircia la scena centrale, in cui il Bambino appena nato emette un bagliore di santità che rischiara tutto: Maria inginocchiata in adorazione, il bue e l'asinello a semicerchio e san Giuseppe che, come da schema tradizionale, è addormentato e un po' in disparte, a sottolineare il suo ruolo di semplice protettore di Maria e Gesù, senza una parte attiva nella nascita. Di grande sensibilità luministica è l'illuminazione dal basso del tettuccio davanti alla porta dell'edificio e della caverna, o delle ombre che coprono solo metà del tetto sotto il quale le ancelle sono riparate. Un'analoga sensibilità rischiara solo alcuni dei rametti dell'alberello a cui è appoggiato Giuseppe. Sullo sfondo a destra un'altra apparizione luminosa, in questo caso angelica, domina l'episodio dell'annuncio ai pastori; il resto del brullo paesaggio montuoso è in ombra, sotto un cielo stellato che mostra una precoce sensibilità atmosferica, nel chiarore che inizia ad emergere vicino all'orizzonte. In alto a sinistra si scorge anche uno spicchio di luna.
La Fuga in Egitto è ambientata in un ricco paesaggio, con gli stessi protagonisti: Maria col Bambino, in sella a un asinello, Giuseppe che fa da guida e le due ancelle dietro. Se i personaggi centrali hanno come quinta una montagnola appositamente creata, ai lati il paesaggio si dilata a perdita d'occhio. Il cielo limpido sovrasta una giornata estiva, illuminando la frutta negli alberi, le cime montuose, i castelli e le città, tra cui quella fiabesca a destra, tutta composta da cupole, torri, campanili ed altri edifici dagli irreali colori pastello, che qualcuno ha definito "di marzapane". La strada è ghiaiosa, con i ciottoli dipinti uno per uno e tutta la scena sembra risplendere in un pulviscolo dorato, che deriva dai raggi del disco solare, completamente d'oro, in alto a sinistra.

### Pilastrini
I pilastrini sono decorati da fessure polilobate in cui sono rappresentati vari fiori e piante, indagati col piglio naturalistico tipico dell'artista. Essi hanno forme intricate e brulicanti, come tipico delle opere della fase matura dell'artista, al posto dell'ordinata serie di fiori dei dipinti giovanili. Per meglio rendere l'effetto di realismo, l'artista dipinse spesso foglioline e qualche infiorescenza direttamente sulla cornice, come se sporgessero dai trafori, secondo uno schema altamente illusionistico.

## Restauro
Nel 2004 l'opera (ad eccezione della predella conservata al Louvre) è stata restaurata grazie al contributo del Prof. Abramo Galassi, all'epoca presidente della Faber di Fabriano.
Il restauro, condotto da Sandra Freschi e Nicola Ann MacGregor sotto la supervisione di Alessandro Cecchi, direttore del dipartimento della pittura dal Medioevo al primo Rinascimento, ha riportato alla luce le lacche originali, i verdi autentici, i motivi floreali, sotto delle cuspidi, realizzati con la tecnica della cera, unico caso in un Gentile da Fabriano.

## Curiosità
- Il particolare dell'adorazione nella parte centrale dell'opera è stato riprodotto in uno dei due francobolli emessi da Poste italiane nella serie natalizia del 1970, con il valore di Lit. 150.